# Aleksandros Ipsilantis
Aleksandros Ipsilantis (grč. Αλέξανδρος Υψηλάντης; rum. Alexandru Ipsilanti; rus. Александр Константинович Ипсиланти) (1792—1828) je bio pripadnik istaknute fanariotske grčke porodice, knez Dunavskih provincija, visoki oficir Ruske carske konjice tokom Napoleonovih ratova, vođa heterije, tajne organizacije koja je koordinirala aktivnosti vezane za početak Grčkog rata za nezavisnost protiv Osmanskog carstva. Ne treba ga poistovećivati sa njegovim dedom Aleksandrosom Ipsilantisom, knezom Vlaške i Moldavije krajem 18. veka.